# Red Garland at the Prelude
Red Garland at the Prelude è un album live di Red Garland, pubblicato dalla Prestige Records nel 1959. Il disco fu registrato dal vivo il 2 ottobre del 1959 al The Prelude di New York.

## Tracce
Lato A
1. Satin Doll – 9:24 (Duke Ellington, Billy Strayhorn, Johnny Mercer) – 3rd set
2. Perdido – 4:38 (Juan Tizol, Ervin Drake, Hans Langsfelder) – 2nd set
3. There'll Never Be Another You – 6:41 (Harry Warren, Mack Gordon) – 1st set
4. Bye Bye Blackbird – 5:04 (Mort Dixon, Ray Henderson) – 2nd set

Lato B
1. Let Me See – 5:54 (Harry Edison, Count Basie) – 1st set
2. Prelude Blues – 5:41 (Red Garland) – 3rd set
3. Just Squeeze Me – 5:42 (Duke Ellington, Lee Gaines) – 1st set
4. One O'Clock Jump – 2:03 (Eddie Durham, Oran "Hot Lips" Page, Buster Smith) – 1st set[1]

Edizione CD del 2001, pubblicato dalla Fantasy Records
1. Satin Doll – 6:16 (D. Ellington, B. Strayhorn, J. Mercer)
2. Perdido – 4:39 (J. Tizol, E. Drake, H. Lengsfelder)
3. There Will Never Be Another You – 6:40 (H. Warren, M. Gordon)
4. Bye Bye Blackbird – 5:04 (Mort Dixon, Ray Henderson)
5. Let Me See – 5:54 (Harry Edison, Count Basie)
6. Prelude Blues – 5:41 (Red Garland)
7. Just Squeeze Me (But Don't Tease Me) – 5:42 (Duke Ellington, Lee Gaines)
8. One O'Clock Jump – 3:25 (Eddie Durham, Hot Lips Page, Buster Smith)
9. Marie – 6:17 (Irving Berlin)
10. Bohemian Blues – 9:58 (Red Garland)
11. One O'Clock Jump – 2:05 (Eddie Durham, Hot Lips Page, Buster Smith)
12. A Foggy Day – 5:36 (George Gershwin, Ira Gershwin)
13. Mr. Wonderful – 9:06 (Jerry Bock, Lawrence Holofcener, George David Weiss)

Edizione doppio CD del 2006, pubblicato dalla Concord Records
CD 1
1. M-Squad Theme – 6:30 (Count Basie)
2. There Will Never Be Another You – 6:40 (H. Warren, M. Gordon)
3. Let Me See – 5:54 (Harry Edison, Count Basie)
4. We Kiss in a Shadow – 5:40 (Richard Rodgers, Oscar Hammerstein II)
5. Blues in the Closet – 4:29 (Oscar Pettiford)
6. Satin Doll – 9:24 (D. Ellington, B. Strayhorn, J. Mercer)
7. Lil' Darlin' – 0:31 (Neal Hefti)
8. One O'Clock Jump – 9:31 (Eddie Durham, Hot Lips Page, Buster Smith)
9. Perdido – 3:25 (J. Tizol, E. Drake, H. Lengsfelder)
10. Bye Bye Blackbird – 4:39 (Mort Dixon, Ray Henderson)
11. Like Someone in Love – 5:04 (Jimmy Van Heusen, Johnny Burke)
12. Like Someone in Love – 10:12 (Jimmy Van Heusen, Johnny Burke)

CD 2
1. It's a Blue World – 7:12 (George "Chet" Forrest, Robert Craig Wright)
2. Marie – 6:17 (Irving Berlin)
3. Bohemian Blues – 9:58 (Red Garland)
4. One O'Clock Jump – 2:44 (Eddie Durham, Hot Lips Page, Buster Smith)
5. A Foggy Day – 5:36 (George Gershwin, Ira Gershwin)
6. Satin Doll – 6:16 (D. Ellington, B. Strayhorn, J. Mercer)
7. Mr. Wonderful – 9:06 (Jerry Bock, Lawrence Holofcener, George David Weiss)
8. Just Squeeze Me (But Don't Tease Me) – 5:42 (Duke Ellington, Lee Gaines)
9. Prelude Blues – 5:41 (Red Garland)
10. Cherokee – 5:25 (Ray Noble)
11. One O'Clock Jump – 2:05 (Eddie Durham, Hot Lips Page, Buster Smith)

## Musicisti
- Red Garland - pianoforte
- Jimmy Rowser - contrabbasso
- Charles Speck Wright - batteria